# Challenger de Poznań 2024
El torneo Poznań Open 2024 fue un torneo de tenis perteneció al ATP Challenger Tour 2024 en la categoría Challenger 75. Se trató de la 20ª edición; el torneo tuvo lugar en la ciudad de Poznań (Polonia), desde el 17 hasta el 23 de junio de 2024 sobre pista de tierra batida al aire libre.

## Jugadores participantes del cuadro de individuales
| Preclasificado | País                               | Jugador              | Rank1 | Posición en el torneo |
| 1              | Bandera de España                  | Albert Ramos         | 110   | Primera ronda         |
| 2              | Bandera de Argentina               | Camilo Ugo Carabelli | 114   | FINAL                 |
| 3              | Bandera de España                  | Oriol Roca Batalla   | 158   | Primera ronda         |
| 4              | Bandera de Alemania                | Rudolf Molleker      | 196   | Primera ronda         |
| 5              | Bandera de Ucrania                 | Vitaliy Sachko       | 203   | Segunda ronda         |
| 6              | Bandera de la República Dominicana | Nick Hardt           | 210   | Cuartos de final      |
| 7              | Bandera de Italia                  | Franco Agamenone     | 226   | Baja                  |
| 8              | Bandera de Kazajistán              | Dmitry Popko         | 231   | Primera ronda         |
| 9              | Bandera de Kazajistán              | Timofey Skatov       | 234   | Primera ronda         |

- 1 Se ha tomado en cuenta el ranking del 10 de junio de 2024.

### Otros participantes
Los siguientes jugadores recibieron una invitación (wild card), por lo tanto ingresan directamente al cuadro principal (WC):
- Olaf Pieczkowski
- Viacheslav Bielinskyi
- Pablo Carreño

Los siguientes jugadores ingresan al cuadro principal tras disputar el cuadro clasificatorio (Q):
- Hynek Bartoň
- Matthew Dellavedova
- Matej Dodig
- Daniel Dutra da Silva
- Gastão Elias
- Daniel Michalski

## Campeones

### Individual Masculino
- Maks Kasnikowski derrotó en la final a  Camilo Ugo Carabelli por 3–6, 6–4, 6–3

### Dobles Masculino
- Orlando Luz /  Marcelo Zormann derrotaron en la final a  Jakob Schnaitter /  Mark Wallner por 5–7, 6–2, [10–6]